# Die glückliche Moskwa
Die glückliche Moskwa (russisch Счастливая Москва Stschastliwaja Moskwa) ist ein unvollendeter, teils nur in Fragmentform in Notizbüchern erhaltener Roman von Andrej Platonow, der zwischen 1932 und ca. 1936 in Etappen entstand, aber erst 1991 in russischer Sprache und 1993 in deutscher Übersetzung vollständig veröffentlicht wurde. Einige Kapitel erschienen bereits 1934. Dieser letzte Roman Platonows handelt von der Suche einer jungen Frau nach dem von der sozialistischen Gesellschaftsutopie verheißenen Glück in der vom Stalinismus geprägten sowjetischen Gesellschaft im Moskau der frühen 1930er Jahre. Der heutige Buchtitel findet sich als Bezeichnung der Hauptperson bereits in Platonows Manuskripten.

## Handlung

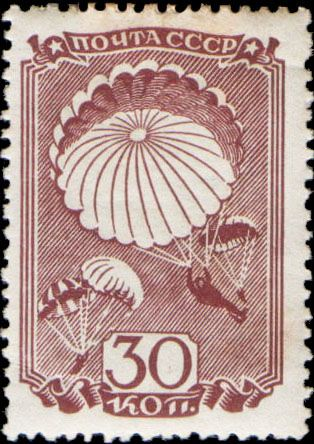
Sowjetische Briefmarke zu Ehren des „Paraschjutism“, 1928

Die schöne, aber unberechenbare, undisziplinierte und völlig unsentimentale Moskwa Tschestnowa ging in den Revolutionswirren ihren Eltern als kleines Mädchen verloren; ihren Namen hat sie als Waise von fremden Menschen erhalten. Sie besucht die Luftfahrtschule und wird Fallschirmspringerin. Der Fallschirm wird zum Symbol ihrer Jugend und Zukunftszuversicht. Beim Sprung will sie rauchen und setzt so den Fallschirm in Brand. Daher wird sie von der Pilotenschule wegen mangelnder Disziplin suspendiert. Sie entschließt sich zur Arbeit auf einer Metrobaustelle, stürzt in den Schacht und verliert ein Bein. Ihrer Attraktivität tut dies keinen Abbruch, doch geht ihre Bodenhaftung verloren. Ohne eigene Behausung wandert sie durch viele Wohnungen und Vergnügungslokale der Stadt, deren Namen sie trägt, und lernt bei zahllosen erotischen Abenteuern viele Männer kennen – darunter einen Ingenieur, der ähnliche Tätigkeiten in einer Waagenfabrik ausübt wie zu dieser Zeit der Autor Platonow, sowie einen Chirurgen und einen aus der Gesellschaft ausgestoßenen Intellektuellen –, die sich alle unsterblich in sie verlieben. Diese drei Wege führen jedoch nicht zum Liebesglück, alle Beteiligten fühlen sich nur schlecht. Für Moskwa ist Sex eine physiologische Notwendigkeit. Unter Glück versteht sie jedoch etwas anderes, Zukünftiges. Zum Leben mit einem einzelnen Mann fühlt sie sich nicht geschaffen. Solange sie ihr Glück nicht gefunden hat, verachtet und verlässt sie die Männer immer wieder, da sich die Liebe zwischen sie und die Zukunft zu schieben scheint. Schließlich heiratet die einstige Superfrau den von ihr und der Gesellschaft verachteten Komjagin, ohne dass sich daraus irgendeine Perspektive ergibt.

## Figuren
Alle Figuren des Romans streben in die Ferne bzw. in die Zukunft und verlieren dadurch die Möglichkeit, ihr Glück in der Gegenwart zu finden. Moskwa Tschestnowa (tschestnost = Ehrlichkeit) ist eine Heldin neuen Typs, traditionslos und ohne Geschichte, ein „Symbol der Leere und der Schimären“, und zugleich eine sowjetische Lolita. Sie zieht es in den Himmel, zum Licht, zur Elektrizität, ihre Elemente sind Luft und Wind. Während der Revolution hatte sie die Vision eines Fackelträgers, der die Gefangenen befreit. Nur daran kann sie sich noch erinnern. Auf einem Komsomolfest privilegierter Wissenschaftler lernt sie den Chirurgen Sambikin und den Ingenieur Sartorius kennen.
Boshko (der „kleine Gott“), Landvermesser und Vorsitzender des Gewerkschaftskomitees, ein Idealist, der unter den Porträts Lenins und Stalins Briefe in Esperanto an die darbenden Werktätigen aller Welt schreibt, mit denen er gedanklich in Verbindung steht, hat dafür gesorgt, dass das mittellose Mädchen aus dem Volk in die Luftfahrtschule aufgenommen wurde. „Er genoss im Voraus die nahe Zukunft und arbeitete mit dem Herzklopfen des Glücks, aber gegen sich selbst [...] war er gleichgültig.“
Sambikin glaubt im utopischen Überschwang, dass seine Liebe zu Moskwa seine Menschheitsliebe behindern würde, forscht er doch an einem Mittel aus Leichen, das das Leben verlängern kann. So lebt er stets in Angst vor seiner Verantwortung. Er organisiert Moskwa eine kunstvolle Beinprothese.
Sartorius ist ein rationalistischer Technokrat, der das Schicksal der Welt im Voraus berechnen will und Präzisionswaagen baut, mit denen man den Mangel an Nahrungsmitteln besser verwalten kann – eine deutliche Anspielung auf die Hungerkrise in den südlichen Teilen der Sowjetunion 1932/33. Dabei will er die Schwerkraft durch elektrische Energie (genauer: durch piezoelektrische Kristalle) ersetzen. Ihn mag Moskwa am meisten, glaubt ihn aber verlassen zu müssen, da eine Liebesbeziehung Verrat am Komsomol und an der Weltrevolution wäre. Sartorius ist ein Gefangener im Käfig seiner Konstruktionspläne, doch verbinden sich in ihm auch weiterhin zwei untrennbare Gefühle: „die Liebe zu Moskwa Tschestnowa und das Warten auf den Sozialismus“.
Muldbauer, der Randfigur bleibt, ist ein Höhenflugzeugkonstrukteur, der mit Stalin die Schwerkraft der Erde überwinden will – eine parodistische Anspielung auf die Utopien der Zeit. 
Komjagin (ein Kunstwort aus kommunistisch und Hexer), ein verachteter „Außermilitärischer“, hat alle utopischen Gedanken zur Rettung der Welt verloren und als Maler und Schriftsteller versagt. Seine Arbeit an seinen unvollendeten Werken hat er eingestellt, hofft aber, dass sich die Zeiten auch ohne sein Zutun wieder verändern und er wieder denken und arbeiten kann. Derweil arbeitet er als Hilfsmilizionär und verhängt Bußgelder, für die er Provision erhält. Zum Schluss nimmt er Moskwa die letzte Illusion: Er selbst sei der Fackelträger gewesen, den sie aus der Nacht der Oktoberrevolution erinnert, welcher angeblich die Gefangenen befreien wollte. Tatsächlich habe er nur die Posten vor dem Gefängnis überprüft. Die Gefangenen hätten dieses gar nicht verlassen wollen, weil es dort besseres Essen als draußen gab.
Der Künstler hat als einziger der drei vorübergehenden Partner Moskwas vor der phantastischen Aufgabe resigniert, die darin besteht, sich den Sinn des Lebens ganz neu auszudenken. Ähnlich reagiert der immer wieder auftretende alte Geiger, der gegenüber Moskwas Anmut wie gegenüber „allem Sichtbaren“ gleichgültig ist; er verstummt am Ende und geht betteln, ohne zu geigen. Nicht nur die Literatur wird zensiert, auch die Musik eröffnet nun – im Jahr 1936 – keine Perspektiven mehr.

## Stil
Der Stil des Romans ist weniger experimentell als in Platonows früheren Texten; das frühere Pathos ist gebrochen. Vorherrschend ist ein realistischer, aber unpersönlicher, harter, teils ironischer, oft sarkastischer Stil mit zahlreichen aktuellen Anspielungen, ungewöhnlichen und dadurch entlarvenden Adjektivkombinationen (der Milizionär blickt hinunter in das „seichte Meer des brodelnden begrenzten Imperialismus“ – nämlich auf den ungeregelten Trödelmarkt), offenen Ambivalenzen („mit Angst und Freude“) und leicht zu entschlüsselnden Symbolen (der Fackelträger). Platonow vermeidet Sentimentalitäten oder ironisiert sie sofort wieder, wenn er sie gebraucht (die „Naturgewalt der Herzensleidenschaft“; „er dachte eintönig, aber mit [...] Rührung über sie nach“; „der Frühling war angebrochen, der Genossenschaftsmusikant spielte noch besser als früher“; früher war „das armselige Herz ewig dem einsamen Gefühl treu“). Immer wieder karikiert er die umständliche Bürokratensprache mit ihrem Nominalstil, ihrer Pseudopräzision und ihren Genitivhäufungen („die Kulakenpolitik, die sich auf der Grundlage der Ungenauigkeit von Gewichten und Waagen entfaltete [...] dank der Hinfälligkeit des staatlichen Waagenparks, dank der veralteten Konstruktion der Waagen und dem Mangel an Holz und Metall für den Bau neuer Wiegemaschinen“; „die einundzwanzigste Regel der Überprüfung von Messgeräten“). Die Ungenauigkeit der Waagen steht hier für Betrug an den Bauern.

## Hintergrund
Platonow, dessen Antrag auf Wiederaufnahme in die Kommunistische Partei der Sowjetunion nach seinem Parteiausschluss 1925 mehrfach abgelehnt worden war, arbeitete unter schwierigen Bedingungen zuerst in Tambow und dann in Woronesh als Bewässerungs-, Elektrizitäts- und Agraringenieur und gleichzeitig an verschiedenen Prosatexten. Seit 1927 errang er erste schriftstellerische Erfolge; jedoch wurde 1929 bzw. 1930 die Veröffentlichung seiner beiden ersten Romane Tschewengur, eine Abrechnung mit der Neuen Ökonomischen Politik, und Die Baugrube über die neuen Hierarchien beim Aufbau des Sozialismus im ersten Fünfjahresplan verboten. 1930 begann ein Schauprozess gegen „Schädlinge“ unter den Bewässerungsingenieuren. 1931 beging Platonow Selbstkritik wegen einer Veröffentlichung zur Versorgungskrise als Folge der „Entkulakisierung“ und Kollektivierung der Landwirtschaft. 1932 zog er nach Moskau, arbeitete in einer Waagenfabrik und machte zahlreiche Erfindungen. Zu dieser Zeit begann er die Arbeit an Die glückliche Moskwa. Desillusioniert durch eine Reise nach Turkmenien im März 1934, wo die nomadisierenden Menschen noch mit Tieren und Pflanzen aufgewachsen sind, der sowjetische Rationalismus jedoch die Seele des Volkes  zu zerstören drohte (siehe die Erzählung Der Takyr), unterbrach er die Arbeit an Die glückliche Moskwa nach sechs Kapiteln, um sie später wieder aufzunehmen. Vermutlich war das Manuskript zunächst als Teil eines größeren Werks mit dem Titel „Reise von Leningrad nach Moskau im Jahr 1937“ (Puteshestvie iz Leningrada v Moskvu v 1937 godu) geplant.

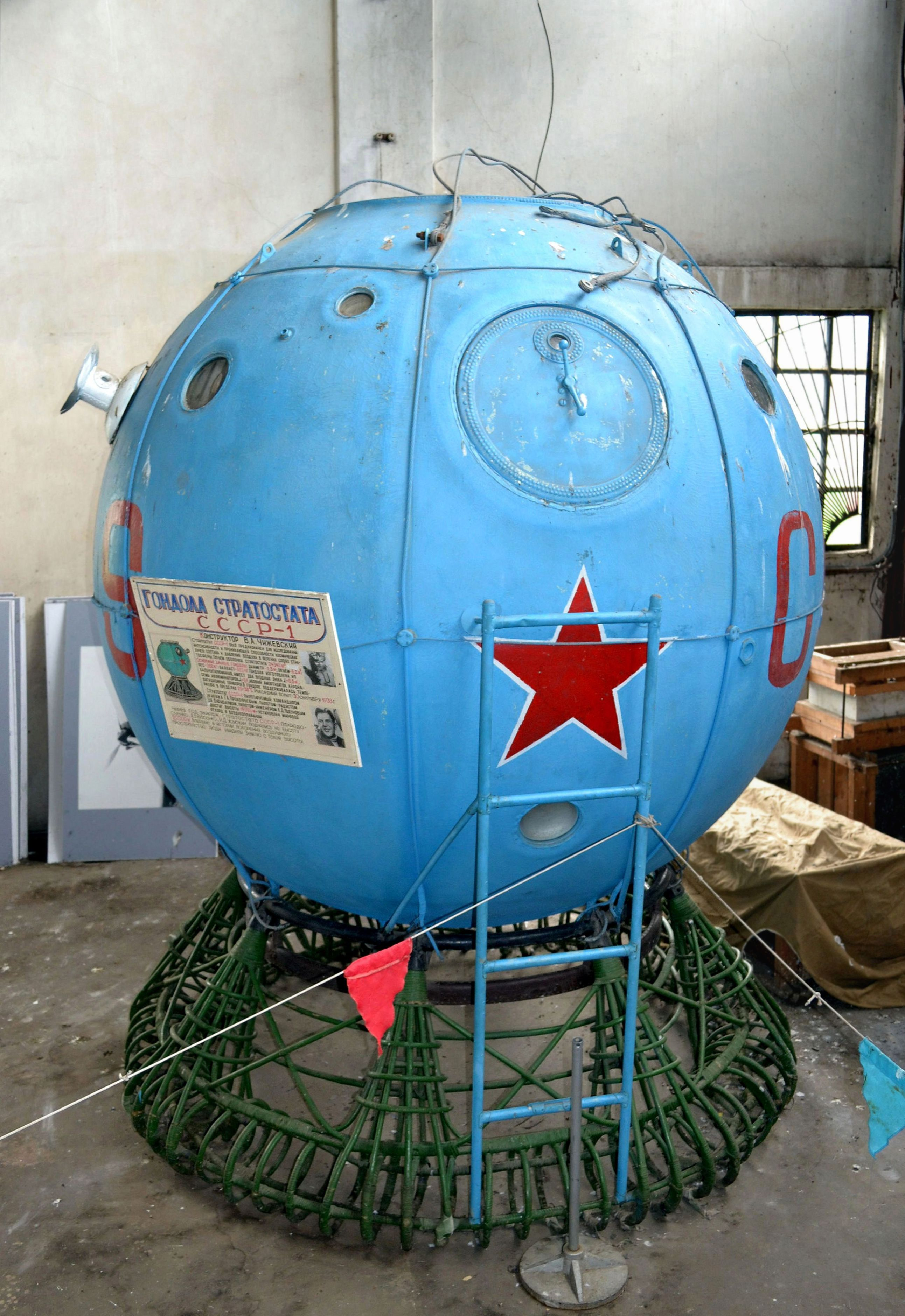
Gondel des Stratosphärenballons CCCP-1 (1933) im Zentralen Museum der Luftstreitkräfte in Monino. Der Ballon erreichte eine Höhe von ca. 19.000 Metern, der 1934 verunglückte Ballon Osoawjachim-1 von 22.000 Metern.

Seit 1929 hatte sich der Druck auf verschiedene Moskauer Bevölkerungsgruppen ohne feste Wohnung, Arbeits- oder Wehrausweis stark erhöht, Sanktionen wurden vor Ort jedoch oft nur mangelhaft umgesetzt. Viele Menschen konnten sich daher zeitweise in Nischen der Gesellschaft zurückziehen, was sich in dem Werk spiegelt. Auch andere Trends und Euphorien der frühen 1930er Jahre werden darin deutlich: die Flieger-, Fallschirmspringer-, Luftschiffer- und Raumfahrtbegeisterung (erster Flug mit einem Stratosphärenballon 1933 dorthin, „wo das luftige Land der Unsterblichkeit liegt“ – möglicherweise eine ironische Anspielung auf den Absturz des Ballons Osoawjachim-1 im Jahre 1934; Rettungsmission des Eisbrechers Krasin für das Luftschiff Italia von Umberto Nobile usw.). Darüber hinaus spiegelt der Roman in karikierender Form die allgemeine Wissenschaftsbegeisterung mit ihren zahlreichen, z. T. dilettantischen biologischen Experimenten (Lyssenkoismus), mit dem Traum, den Lauf der Naturgesetze zu brechen oder zu beschleunigen, dem Streben nach Langlebigkeit oder Unsterblichkeit und dem Glauben an die elektrische Universalenergie wider. Diese Ideen waren eng verbunden mit der sozialistischen und kommunistischen Utopie einer glänzenden Zukunft, die das Verhältnis von Natur und Technik radikal infrage stellte. Der alten menschlichen Natur wurde der Kampf ebenso vehement angesagt wie dem Klassenfeind. Alle gesellschaftlich „Bewussten“ drängten nach Moskau, waren aber im Käfig eines illusorischen Machbarkeitsdenkens befangen, in dem sie sich gegenseitig bestärkten.
Ausdruck der allgemeinen Beschleunigung des Denkens sind im Roman überambitionierte Forschungsinstitute, Entwicklungsbüros und Behörden von angeblich „erstrangiger Bedeutung“, die rasch gegründet werden und ebenso rasch wieder verschwinden, ohne effektive Ergebnisse zu liefern. So wird die Entstehung einer neuen jungen Schicht der technischen Intelligenz beschrieben, die in ihrer „frühen Kindheit kaum Brot kannte“, sich jetzt aber bisweilen voller Scham fragt, ob sie ihre Privilegien verdient hat, und aus proletarischem Pflichtgefühl glaubt, der Völlerei, dem Eigendünkel und allen Sentimentalitäten – und damit auch denen der Liebe – entsagen zu müssen. Die Idee des Kommunismus (in Gestalt des stalinistischen Puritanismus) tritt damit zwischen die Geschlechter. Während es aber auf der einen Seite „Welttheater“ zu sehen gibt, jagen viele Menschen nach Wohnberechtigungsscheinen.
So sind Platonows Figuren im „Fieberwahn der Aktivistenbewegung und des Hungers“ (1932 herrschte in der Ukraine durch die Kollektivierung der Landwirtschaft eine Hungersnot) befangen und betreiben ihre „Selbstaufopferung im Namen des künftigen Glücks ihrer Kinder“, ohne zu erkennen, dass es sich nicht um am Schreibtisch lösbare Aufgaben, ja vielmehr um Illusionen handelt. Die Hauptgestalten des Romans leben in einer symbolischen „Atmosphäre des Ausdenkens“ und des Stolzes über die „Herstellung unnötiger Gegenstände“. Nur der Künstler hat vor den phantastischen Aufgaben resigniert, die darin besteht, sich den Sinn des Lebens ganz neu auszudenken.
Der Baubeginn der Metro Moskau, die als Aufbruchssignal in eine neue Zukunft und sozialistisches Prestigeobjekt galt, im Jahr 1932 erlaubt die genauere Datierung der Handlung; die Arbeitsbedingungen waren dort wie anderswo schlecht, Unfälle häufig.
Die Zensur zwang die Schriftsteller in den frühen 1930er Jahren zu einer immer stärker verschlüsselten, symbolischen Schreibweise. Der Sarkasmus und die Parodien auf die Sprache der Utopisten blieben jedoch erkennbar. Seit 1931 wurden Platonows Werke faktisch nicht mehr gedruckt. Auch Maxim Gorki wandte sich von ihm ab und fand seinen Stil anarchisch und sein Interesse an Randgruppen schädlich. Platonow, der lange versuchte, an der Utopie festzuhalten, aber seit 1937 unter stärkerem politischen Druck stand und auf die 1938 erfolgte Verhaftung seines 15-jährigen Sohnes mit Depressionen reagierte, setzte die Arbeit an dem Roman nicht mehr fort.

## Ausgaben
- Andrej Platonow: Die glückliche Moskwa. Übersetzt von Renate Landa (später Reschke) und Lola Debüser. Verlag Volk und Welt Berlin, 1993, ISBN 3-353-00966-3 (nach der ersten vollständigen russischen Veröffentlichung mit Varianten in der Nowy Mir 1991, Nr. 9).
- Andrej Platonow: Die glückliche Moskwa. Übersetzt von Renate Reschke und Lola Debüser. Mit der russ. Neuausgabe 2010 abgeglichene dt. Neuausgabe in überarbeiteter Übersetzung. Suhrkamp, Berlin 2019, mit Nachwort von Lola Debüser und Kommentar von Natalja Kornienko.
- Andrey Platonow: Happy Moscow. Übersetzt von Robert und Elizabeth Chandler. New York Review Books Classics, New York 2012.